# Pouzolzia guatemalana
Pouzolzia guatemalana là loài thực vật có hoa trong họ Tầm ma. Loài này được (Blume) Wedd. miêu tả khoa học đầu tiên năm 1869.